# Ghiaccio di spin

Orientamento degli spin nel ghiaccio di spin

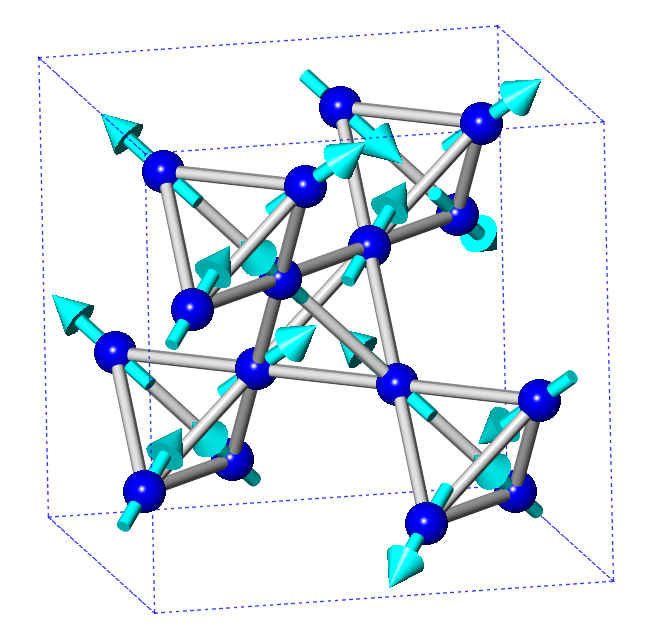
Porzione di reticolo di Pirocloro

Il Ghiaccio di spin è una sostanza che non ha un singolo stato di minima energia. Ha i gradi di libertà di spin (per esempio: un magnete) con interazioni frustrate che prevengono il congelamento completo.
I ghiacci di spin mostrano proprietà delle basse temperature, in particolare entropia residuale, strettamente correlata con quelle cristalline dell'acqua ghiacciata.
I composti più prominenti con tali proprietà sono i cristalli di titanite. L'ordinamento magnetico di un ghiaccio di spin ricorda l'ordinamento posizionale di atomi di idrogeno nel ghiaccio d'acqua convenzionale. 
Gli ultimi esperimenti hanno trovato delle prove sul deconfinamento dei monopoli magnetici in questi materiali con analoghe proprietà ai monopoli magnetici ipotetici postulati per il vuoto.
Nel 2006 Zhang e la sua équipe produce il primo ghiaccio di spin artificiale.

## Applicazioni
Nel Maggio 2016, uno studio su un nuovo materiale dei ricercatori dell'Argonne National Laboratory e della Northern Illinois University sul "ghiaccio di carica magnetica riscrivibile", ma potrebbe portare alla produzione di dispositivi di archiviazione in cui anziché avere solo due stati magnetici per 1 bit se ne avrebbero 8, incrementando così la densità di informazioni.
.